# Équipe de Belgique de hockey sur gazon à la Ligue professionnelle 2019
Maillots
Chronologie
Saison suivante
Du 19 janvier au 30 juin 2019, l'équipe de Belgique de hockey sur gazon participe à la Ligue professionnelle 2019.

## Résumé de la saison
Le 19 décembre 2018, Shane McLeod a donc remis sa liste de 26 joueurs dans laquelle il n’y aucune surprise. À côté des 20 champions du monde (dont John-John Dohmen, qui se remet de sa pneumonie, et Emmanuel Stockbroekx, déchirure de 44 mm à l’ischio), on retrouve les joueurs du groupe élargi qui avaient préparé la compétition indienne avec Tanguy Cosyns, Maxime Plennevaux, Dorian Thiéry, Amaury Keusters, Nicolas Poncelet et Amaury Timmermans, comme 3e gardien. Certaines sources avaient évoqué le retrait temporaire (1 an) de Simon Gougnard pour raisons professionnelles mais le milieu de terrain du Waterloo Ducks figure bel et bien dans la sélection.
Le 16 janvier 2019, Shane McLeod a annoncé, en début d’après-midi, sa sélection pour la première phase de la Pro League qui emmènera son équipe en Espagne (19/01), en Argentine (26/01), en Nouvelle-Zélande (01/02) et en Australie (03/02). Le coach néo-zélandais partira, demain, durant un peu moins de 3 semaines, avec un groupe composé de 20 joueurs. Et surprise dans la liste publiée, avec l’absence de John-John Dohmen, qui avait déjà dû déclarer forfait durant la Coupe du monde en raison d’une pneumonie.
Le 19 janvier 2019, c’est devant des tribunes bien remplies (environ 3.500 supporters dont une petite centaine de Belges dont les Old Lions qui joueront un match exhibition dans l’après-midi) et sous un généreux soleil que la Belgique et l’Espagne ont disputé la rencontre inaugurale de la Pro League, le nouveau format de compétition de la FIH. Privés de Felix Denayer et de Cédric Charlier (tous deux malades durant la semaine), les Red Lions débutaient la partie sur un tempo mineur. Cette rencontre est perdue aux shoots-outs (2-0) après le partage (2-2).
Le 25 janvier 2019, après avoir loupé le premier duel de la Pro League, samedi dernier, à Valence (ils étaient tous les deux malades), Felix Denayer et Cédric Charlier effectueront leur grand retour sur le terrain, ce samedi, à Cordoba, pour le deuxième match de la compétition face à l’Argentine (22h15, heure belge). Ce sont Sébastien Dockier et Nicolas Poncelet qui assisteront à la rencontre depuis les tribunes.
Le 26 janvier 2019, après leur désillusion de samedi dernier, face à l’Espagne, les joueurs belges n’avaient qu’un seul objectif pour leur deuxième rencontre de la Pro League, à Cordoba. Ils voulaient enfin remporter un premier succès dans la compétition face aux Argentins, devant leur public (près de 6 000 spectateurs garnissaient les tribunes). Cette rencontre est gagnée (2-4).
Le 1er février 2019, après le succès des Panthères (0-1), les Lions avaient également à cœur de remporter un nouveau succès dans la Pro League et confirmer, au passage, leur première place au classement provisoire de la compétition. Cette rencontre est gagnée aux shoots-outs (2-4) après le partage (4-4).
Le 3 février 2019, c’est à Melbourne, et sous une température de 38°c, que les joueurs belges ponctuaient la première partie de la Pro League en disputant leur 4e rencontre de la compétition face à la deuxième nation mondiale. Cette rencontre est gagnée (1-4).
Le 3 avril 2019, Shane McLeod a dévoilé, ce mercredi, sa sélection pour la rencontre de Pro League qui opposera la Belgique à l’Espagne le 10 avril prochain (20h30), à Uccle Sport. Un groupe dans lequel on note les absences de Thomas Briels, John-John Dohmen et Florent van Aubel.
Le 10 avril 2019, pour leur première rencontre à domicile depuis leur titre de champions du monde, les Red Lions avaient à cœur de proposer une prestation digne de leur nouveau statut aux 2.500 supporters qui avaient rallié les installations d’Uccle Sport pour ce duel face à l’Espagne.
Le 14 mai 2019, La compétition domestique terminée, les Red Lions vont entamer la dernière ligne droite de la Pro League qui devrait les mener vers le Grand Final, fin juin. Ce dimanche, ils rencontreront la Grande-Bretagne, à Londres. Shane McLeod a donc annoncé sa sélection de 18 joueurs dans laquelle manquent évidemment les internationaux qui évoluent en Hoofdklasse (Arthur van Doren, Emmanuel Stockbroekx, Tanguy Cosyns et Maxime Plennevaux) et qui disputeront leurs demi-finales, mercredi, samedi et éventuellement dimanche. Felix Denayer, légèrement blessé, fera également l’impasse sur le déplacement. Dans le groupe, on note le retour de John-John Dohmen mais aussi la présence de Simon Gougnard, blessé durant les playoffs.
Le 19 mai 2019, pour le retour à la Pro League, les joueurs belges héritaient d’un déplacement toujours délicat au Lee Valley Stadium de Londres. Cette rencontre est gagnée (0-4).
Le 30 mai 2019, après avoir soigné leur prestation à Londres (0-4), il y a 10 jours, les protégés de Shane McLeod entendaient bien remettre le couvert lors de la manche retour de cet affrontement face à la Grande-Bretagne. Cette rencontre est remportée (4-2).
Le 2 juin 2019, après la démonstration des joueurs belges lors de leurs 3 dernières sorties en Pro League, c’est un gros morceau qui se dressait sur leur route avec la visite, à Wilrijk, de l’Allemagne. Cette rencontre est perdue aux shoots-outs (3-4) après le partage (4-4).
Le 8 juin 2019, pour leur 9e rencontre de Pro League, les joueurs de Shane McLeod recevaient, à Wilrijk, les Pays-Bas. Un duel au parfum de revanche puisque la dernière rencontre entre les deux pays avait permis à la Belgique de emporter le titre de champion du monde. Cette rencontre est perdue (0-4).
Le 9 juin 2019, après leur première défaite dans la compétition (0-4), samedi, à Wilrijk, face aux Néerlandais, les protégés de Shane McLeod souhaitaient évidemment corriger le tir lors de leur visite à Bois-le-Duc. Cette rencontre est perdue (4-3).
Le 11 juin 2019, pour le duel face à l’Allemagne de ce mercredi, Shane McLeod fera tourner son effectif comme il le fait déjà depuis le début de la Pro League. Florent van Aubel (qui souffre d’une infection au doigt et qui consultera un spécialiste ce mercredi), Augustin Meurmans, Arthur de Sloover, Thomas Briels et Nicolas Poncelet seront donc laissés au repos, mercredi. Alexander Hendrickx (qui a manqué cruellement à l’équipe, dimanche), Tanguy Cosyns, Simon Gougnard et Nicolas de Kerpel sont de retour dans les 18.
Le 12 juin 2019, même si la Belgique occupait toujours la 2e place au classement après ses 2 défaites du week-end face aux Pays-Bas, elle avait à cœur de corriger le tir lors de son déplacement à Krefeld. Cette rencontre est gagnée (0-8).
Le 14 juin 2019, après le large succès face à l’Allemagne, mercredi soir, à Krefeld, les Red Lions recevront la Nouvelle-Zélande, dimanche, à Wilrijk, avec la ferme intention de remporter un 7e succès dans cette Pro League. Comme à son habitude, Shane McLeod fera tourner son effectif et laissera au repos John-John Dohmen (légèrement blessé), Gauthier Boccard, Tom Boon (et c’est la première fois dans la compétition) et Nicolas Poncelet.
Le 16 juin 2019, après la correction infligée à l’Allemagne (0-8), mercredi, la seule question du jour, à Wilrijk, était : « Combien de temps les Black Sticks allaient-ils tenir avant d’encaisser un but dans cette rencontre ? » Cette rencontre est gagnée (4-0) et les belges accèdent au Final Four de la Pro League.
Le 17 juin 2019, mauvaise nouvelle pour Shane McLeod qui devra se passer d’un nouveau joueur pour le Grand Final, à Amsterdam, le 28 et 30 juin prochain. En effet, après Florent van Aubel qui ne devrait pas avoir récupéré après son opération à la main, jeudi dernier, c’est Nicolas de Kerpel qui sera indisponible pour une période de 4 à 6 semaines.
Le 18 juin 2019, la rencontre de mercredi face aux Kookaburras sera déterminante pour la première place de la Pro League. Les Red Lions viseront un 8e succès dans la compétition avant de recevoir, dimanche, l’Argentine. Pour ce duel, Shane McLeod devra se passer de Florent van Aubel (qui récupère de son opération à la main) et de Nicolas de Kerpel (entorse à la cheville) et il laissera au repos Augustin Meurmans, Manu Stockbroekx et Nicolas Poncelet.
Le 19 juin 2019, le match face à l’Australie ne constituait pas seulement un duel de prestige pour les joueurs belges. Il était déterminant pour terminer à la 1re place du classement de la Pro League et ainsi affronter le 4e lors des demi-finales, à Amsterdam, vendredi prochain. Cette rencontre est perdue (0-2).
Le 21 juin 2019, pour la rencontre de dimanche (13h30), Shane McLeod devra se passer de ses deux blessés, Florent van Aubel (dans le plâtre à la suite de son opération à la main) et Nicolas de Kerpel (entorse à la cheville). Il laissera, également, au repos Victor Wegnez (ce sera une première dans cette Pro League), Emmanuel Stockbroekx et Alexander Hendrickx. En raison de l’absence de Vincent Vanasch, c’est Amaury Timmermans qui prendra place sur le banc comme 2e gardien.
Le 23 juin 2019, cette dernière rencontre de la phase régulière de la Pro League était importante pour les 2 équipes. Les Argentins avaient impérativement besoin de points pour confirmer leur place dans le Grand Final tandis que le résultat final de ce duel allait figer le classement et la place dans le top 4. Cette rencontre est gagnée (4-1) et les Belges défieront les Pays-Bas en demi-finale.
Le 25 juin 2019, Shane McLeod a communiqué sa sélection pour le dernier carré de la Pro League qui débute, ce vendredi, avec les demi-finales qui opposeront l’Australie à la Grande-Bretagne et la Belgique aux Pays-Bas. Une liste de 19 joueurs dans laquelle on retrouve, comme attendu, Florent van Aubel, de retour, 15 jours après avoir été opéré à la main. L’attaquant anversois nous avait confié, dimanche dernier, après la victoire face à l’Argentine qu’il serait prêt pour la phase finale de la compétition. On note, en revanche l’absence pour ce Grand Final de Emmanuel Stockbroekx qui ne sera pas à Amsterdam, ce week-end. De son côté, Nicolas de Kerpel (entorse à la cheville) poursuit sa rééducation.
Le 28 juin 2019, la seconde demi-finale de cette première édition de la Pro League était certainement la plus attendue de ce vendredi après-midi avec le nouveau « classique » du hockey mondial entre la Belgique et les Pays-Bas. Un duel au sommet entre deux équipes qui se connaissent sur le bout des doigts. Cette rencontre est gagnée (1-3) et les belges défieront l'Australie en finale.
Le 30 juin 2019, sept mois après avoir remporté la Coupe du monde, en Inde, la Belgique entendait bien remporter son 2e titre majeur et inscrire son nom au palmarès de la première édition de la Pro League. Mais face à l’Australie, en toute grande forme depuis quelques semaines, la mission s’annonçait délicate. Privés de Thomas Briels (blessé au coude), cette rencontre est perdue (2-3).

## Composition
L'effectif suivant de la Belgique.
Entraîneur :  Shane Mcleod
| Numéro | Joueur                 | Date de naissance | Âge | Sélections |
| ------ | ---------------------- | ----------------- | --- | ---------- |
| 1      | Amaury Timmermans (GB) | 25 juillet 1990   | 28  | 0          |
| 2      | Loic van Doren (GB)    | 14 septembre 1996 | 22  | 12         |
| 4      | Arthur van Doren       | 1er octobre 1994  | 24  | 152        |
| 5      | Nicolas Poncelet       | 19 septembre 1996 | 22  | 7          |
| 6      | Dorian Thiéry          | 16 mai 1994       | 24  | 64         |
| 7      | John-John Dohmen       | 24 janvier 1988   | 30  | 368        |
| 8      | Florent van Aubel      | 25 octobre 1991   | 27  | 203        |
| 9      | Sébastien Dockier      | 28 décembre 1989  | 29  | 173        |
| 10     | Cédric Charlier        | 27 novembre 1987  | 31  | 290        |
| 11     | Amaury Keusters        | 1er octobre 1990  | 28  | 100        |
| 12     | Gauthier Boccard       | 26 août 1991      | 27  | 190        |
| 13     | Nicolas de Kerpel      | 23 mars 1993      | 25  | 41         |
| 14     | Augustin Meurmans      | 29 mai 1997       | 21  | 43         |
| 15     | Emmanuel Stockbroekx   | 23 décembre 1993  | 25  | 135        |
| 16     | Alexander Hendrickx    | 6 août 1993       | 25  | 92         |
| 17     | Thomas Briels (C)      | 23 août 1987      | 31  | 315        |
| 18     | Maxime Plennevaux      | 14 juin 1993      | 25  | 8          |
| 19     | Félix Denayer          | 31 janvier 1990   | 28  | 289        |
| 21     | Vincent Vanasch (GB)   | 21 décembre 1987  | 31  | 208        |
| 22     | Simon Gougnard         | 17 janvier 1991   | 28  | 251        |
| 23     | Arthur de Sloover      | 3 mai 1997        | 21  | 53         |
| 24     | Antoine Kina           | 13 février 1996   | 22  | 34         |
| 25     | Loick Luypaert         | 19 août 1991      | 27  | 211        |
| 26     | Victor Wegnez          | 25 décembre 1995  | 23  | 59         |
| 27     | Tom Boon               | 25 janvier 1990   | 28  | 266        |
| 32     | Tanguy Cosyns          | 29 juin 1991      | 27  | 116        |

## Les matchs
| Tournoi toutes rondes              | Espagne                               | 2 - 2             | Belgique                               | Estadio Betero Valence, Espagne                                           |                                                                           |
| 19 janvier 2019 13h00 heure locale | Rodríguez 58e · González 60e          | (0 – 0)           | 37e Plennevaux · 55e Hendrickx         | Arbitrage : Christian Blasch Martin Madden Arbitre vidéo : Coen van Bunge | Arbitrage : Christian Blasch Martin Madden Arbitre vidéo : Coen van Bunge |
| 19 janvier 2019 13h00 heure locale | Rapport                               |                   |                                        | Arbitrage : Christian Blasch Martin Madden Arbitre vidéo : Coen van Bunge | Arbitrage : Christian Blasch Martin Madden Arbitre vidéo : Coen van Bunge |
| 19 janvier 2019 13h00 heure locale | Romeu · Iglesias · Lleonart · Enrique | Tirs au but 2 - 0 | Wegnez · Kina · De Sloover · Van Aubel | Arbitrage : Christian Blasch Martin Madden Arbitre vidéo : Coen van Bunge | Arbitrage : Christian Blasch Martin Madden Arbitre vidéo : Coen van Bunge |

| Tournoi toutes rondes              | Argentine               | 2 - 4   | Belgique                                | Estadio Municipal de Hockey Córdoba, Argentine                      |                                                                     |
| 26 janvier 2019 18h15 heure locale | Vila 21e · Martínez 51e | (1 – 1) | 3e, 51e Boon · 44e Boccard · 45e Wegnez | Arbitrage : Simon Taylor Sean Rapaport Arbitre vidéo : Kelly Hudson | Arbitrage : Simon Taylor Sean Rapaport Arbitre vidéo : Kelly Hudson |
| 26 janvier 2019 18h15 heure locale | Rapport                 |         |                                         | Arbitrage : Simon Taylor Sean Rapaport Arbitre vidéo : Kelly Hudson | Arbitrage : Simon Taylor Sean Rapaport Arbitre vidéo : Kelly Hudson |

| Tournoi toutes rondes               | Nouvelle-Zélande                                    | 4 - 4             | Belgique                                              | North Harbour Hockey Stadium Auckland, Nouvelle-Zélande                      |                                                                              |
| 1er février 2019 19h00 heure locale | Inglis 17e · Sarikaya 35e · Woods 51e · Jenness 52e | (1 – 2)           | 19e, 46e Charlier · 27e Plennevaux · 37e A. Van Doren | Arbitrage : Adam Kearns German Montes de Oca Arbitre vidéo : Aleisha Neumann | Arbitrage : Adam Kearns German Montes de Oca Arbitre vidéo : Aleisha Neumann |
| 1er février 2019 19h00 heure locale | Rapport                                             |                   |                                                       | Arbitrage : Adam Kearns German Montes de Oca Arbitre vidéo : Aleisha Neumann | Arbitrage : Adam Kearns German Montes de Oca Arbitre vidéo : Aleisha Neumann |
| 1er février 2019 19h00 heure locale | Inglis · Tarrant · Jenness · Thomas                 | Tirs au but 2 - 4 | Van Aubel · Denayer · Wegnez · De Sloover             | Arbitrage : Adam Kearns German Montes de Oca Arbitre vidéo : Aleisha Neumann | Arbitrage : Adam Kearns German Montes de Oca Arbitre vidéo : Aleisha Neumann |

| Tournoi toutes rondes             | Australie | 1 - 4   | Belgique                                      | State Netball & Hockey Centre Melbourne, Australie                  |                                                                     |
| 3 février 2019 15h00 heure locale | Beale 1e  | (1 – 2) | 15e, 35e Dockier · 28e Hendrickx · 40e Cosyns | Arbitrage : Simon Taylor Lim Hong-Zhen Arbitre vidéo : Aleesha Unka | Arbitrage : Simon Taylor Lim Hong-Zhen Arbitre vidéo : Aleesha Unka |
| 3 février 2019 15h00 heure locale | Rapport   |         |                                               | Arbitrage : Simon Taylor Lim Hong-Zhen Arbitre vidéo : Aleesha Unka | Arbitrage : Simon Taylor Lim Hong-Zhen Arbitre vidéo : Aleesha Unka |

| Tournoi toutes rondes            | Belgique                                                                           | 7 - 3   | Espagne                         | Royal Uccle Sport Hockey-Tennis Bruxelles, Belgique                  |                                                                      |
| 10 avril 2019 20h30 heure locale | Van Aubel 12e, 17e · Boon 15e, 19e · Charlier 18e · Denayer 28e · A. Van Doren 33e | (6 – 0) | 46e, 60e Quemada · 57e González | Arbitrage : Christian Blasch Dan Barstow Arbitre vidéo : Ivona Makar | Arbitrage : Christian Blasch Dan Barstow Arbitre vidéo : Ivona Makar |
| 10 avril 2019 20h30 heure locale | Rapport                                                                            |         |                                 | Arbitrage : Christian Blasch Dan Barstow Arbitre vidéo : Ivona Makar | Arbitrage : Christian Blasch Dan Barstow Arbitre vidéo : Ivona Makar |

| Tournoi toutes rondes          | Grande-Bretagne | 0 - 4   | Belgique                                     | Lee Valley Hockey & Tennis Centre Londres, Grande-Bretagne                  |                                                                             |
| 19 mai 2019 15h00 heure locale |                 | (0 – 1) | 13e Van Aubel · 39e, 57e Dohmen · 43e Briels | Arbitrage : Jonas van 't Hek Fransisco Vazquez Arbitre vidéo : Kelly Hudson | Arbitrage : Jonas van 't Hek Fransisco Vazquez Arbitre vidéo : Kelly Hudson |
| 19 mai 2019 15h00 heure locale | Rapport         |         |                                              | Arbitrage : Jonas van 't Hek Fransisco Vazquez Arbitre vidéo : Kelly Hudson | Arbitrage : Jonas van 't Hek Fransisco Vazquez Arbitre vidéo : Kelly Hudson |

| Tournoi toutes rondes          | Belgique                                    | 4 - 2   | Grande-Bretagne        | Wilrijkse Plein Anvers, Belgique                                          |                                                                           |
| 30 mai 2019 13h30 heure locale | Charlier 9e, 19e · Boon 15e · Hendrickx 20e | (4 – 0) | 38e Roper · 47e Taylor | Arbitrage : Jonas van 't Hek Christian Blasch Arbitre vidéo : Ivona Makar | Arbitrage : Jonas van 't Hek Christian Blasch Arbitre vidéo : Ivona Makar |
| 30 mai 2019 13h30 heure locale | Rapport                                     |         |                        | Arbitrage : Jonas van 't Hek Christian Blasch Arbitre vidéo : Ivona Makar | Arbitrage : Jonas van 't Hek Christian Blasch Arbitre vidéo : Ivona Makar |

| Tournoi toutes rondes          | Belgique                                          | 4 - 4             | Allemagne                                       | Wilrijkse Plein Anvers, Belgique                                   |                                                                    |
| 2 juin 2019 13h30 heure locale | Cosyns 21e, 54e · Gougnard 29e · Hendrickx 55e    | (2 – 2)           | 8e, 30e T. Grambusch · 42e Wellen · 45e Miltkau | Arbitrage : Dan Barstow Martin Madden Arbitre vidéo : Sarah Wilson | Arbitrage : Dan Barstow Martin Madden Arbitre vidéo : Sarah Wilson |
| 2 juin 2019 13h30 heure locale | Rapport                                           |                   |                                                 | Arbitrage : Dan Barstow Martin Madden Arbitre vidéo : Sarah Wilson | Arbitrage : Dan Barstow Martin Madden Arbitre vidéo : Sarah Wilson |
| 2 juin 2019 13h30 heure locale | Briels · Wegnez · Van Aubel · De Sloover · Cosyns | Tirs au but 3 - 4 | Wellen · Fuchs · Linnekogel · Hellwig · Große   | Arbitrage : Dan Barstow Martin Madden Arbitre vidéo : Sarah Wilson | Arbitrage : Dan Barstow Martin Madden Arbitre vidéo : Sarah Wilson |

| Tournoi toutes rondes          | Belgique | 0 - 4   | Pays-Bas                                            | Wilrijkse Plein Anvers, Belgique                                           |                                                                            |
| 8 juin 2019 13h30 heure locale |          | (0 – 0) | 37e, 48e Kellerman · 55e De Voogd · 60e Hertzberger | Arbitrage : Martin Madden Francisco Vazquez Arbitre vidéo : Ayanna McClean | Arbitrage : Martin Madden Francisco Vazquez Arbitre vidéo : Ayanna McClean |
| 8 juin 2019 13h30 heure locale | Rapport  |         |                                                     | Arbitrage : Martin Madden Francisco Vazquez Arbitre vidéo : Ayanna McClean | Arbitrage : Martin Madden Francisco Vazquez Arbitre vidéo : Ayanna McClean |

| Tournoi toutes rondes          | Pays-Bas                                                          | 4 - 3   | Belgique                   | HC 's-Hertogenbosch Bois-le-Duc, Pays-Bas                                 |                                                                           |
| 9 juin 2019 16h00 heure locale | Pruyser 24e · Janssen 29e · Van der Weerden 33e · Hertzberger 38e | (2 – 2) | 9e Dockier · 24e, 46e Boon | Arbitrage : Marcin Grochal Jakub Mejzlik Arbitre vidéo : Michelle Meister | Arbitrage : Marcin Grochal Jakub Mejzlik Arbitre vidéo : Michelle Meister |
| 9 juin 2019 16h00 heure locale | Rapport                                                           |         |                            | Arbitrage : Marcin Grochal Jakub Mejzlik Arbitre vidéo : Michelle Meister | Arbitrage : Marcin Grochal Jakub Mejzlik Arbitre vidéo : Michelle Meister |

| Tournoi toutes rondes           | Allemagne | 0 - 8   | Belgique                                                                          | Crefelder Hockey & Tennis Club Krefeld, Allemagne                      |                                                                        |
| 12 juin 2019 21h00 heure locale |           | (0 – 3) | 20e, 45e Hendrickx · 22e, 30e Dockier · 52e Boon · 53e, 55e Charlier · 55e Wegnez | Arbitrage : Coen van Bunge Raghu Prasad Arbitre vidéo : Maggie Giddens | Arbitrage : Coen van Bunge Raghu Prasad Arbitre vidéo : Maggie Giddens |
| 12 juin 2019 21h00 heure locale | Rapport   |         |                                                                                   | Arbitrage : Coen van Bunge Raghu Prasad Arbitre vidéo : Maggie Giddens | Arbitrage : Coen van Bunge Raghu Prasad Arbitre vidéo : Maggie Giddens |

| Tournoi toutes rondes           | Belgique                                     | 4 - 0   | Nouvelle-Zélande | Wilrijkse Plein Anvers, Belgique                                      |                                                                       |
| 16 juin 2019 14h30 heure locale | Dockier 7e · Plennevaux 43e · Briels (2x)56e | (1 – 0) |                  | Arbitrage : Javed Shaikh Ben Göntgen Arbitre vidéo : Michelle Meister | Arbitrage : Javed Shaikh Ben Göntgen Arbitre vidéo : Michelle Meister |
| 16 juin 2019 14h30 heure locale | Rapport                                      |         |                  | Arbitrage : Javed Shaikh Ben Göntgen Arbitre vidéo : Michelle Meister | Arbitrage : Javed Shaikh Ben Göntgen Arbitre vidéo : Michelle Meister |

| Tournoi toutes rondes           | Belgique | 0 - 2   | Australie       | Wilrijkse Plein Anvers, Belgique                                     |                                                                      |
| 19 juin 2019 20h30 heure locale |          | (0 – 1) | 19e, 60e Govers | Arbitrage : Javed Shaikh Bruce Bale Arbitre vidéo : Michelle Meister | Arbitrage : Javed Shaikh Bruce Bale Arbitre vidéo : Michelle Meister |
| 19 juin 2019 20h30 heure locale | Rapport  |         |                 | Arbitrage : Javed Shaikh Bruce Bale Arbitre vidéo : Michelle Meister | Arbitrage : Javed Shaikh Bruce Bale Arbitre vidéo : Michelle Meister |

| Tournoi toutes rondes           | Belgique                                        | 4 - 1   | Argentine | Wilrijkse Plein Anvers, Belgique                                         |                                                                          |
| 23 juin 2019 13h30 heure locale | Charlier 1e, 34e · Plennevaux 13e · Denayer 43e | (2 – 0) | 55e Ortiz | Arbitrage : Coen van Bunge Jonas van 't Hek Arbitre vidéo : Sarah Wilson | Arbitrage : Coen van Bunge Jonas van 't Hek Arbitre vidéo : Sarah Wilson |
| 23 juin 2019 13h30 heure locale | Rapport                                         |         |           | Arbitrage : Coen van Bunge Jonas van 't Hek Arbitre vidéo : Sarah Wilson | Arbitrage : Coen van Bunge Jonas van 't Hek Arbitre vidéo : Sarah Wilson |

| Demi-finale                     | Pays-Bas   | 1 - 3   | Belgique                              | Wagener Stadium Amsterdam, Pays-Bas                                        |                                                                            |
| 28 juin 2019 20h00 heure locale | Galema 26e | (1 – 1) | 18e Cosyns · 44e Boon · 50e Hendrickx | Arbitrage : Christian Blasch Simon Taylor Arbitre vidéo : Michelle Joubert | Arbitrage : Christian Blasch Simon Taylor Arbitre vidéo : Michelle Joubert |
| 28 juin 2019 20h00 heure locale | Rapport    |         |                                       | Arbitrage : Christian Blasch Simon Taylor Arbitre vidéo : Michelle Joubert | Arbitrage : Christian Blasch Simon Taylor Arbitre vidéo : Michelle Joubert |

| Finale                          | Belgique                     | 2 - 3   | Australie                            | Wagener Stadium Amsterdam, Pays-Bas                                    |                                                                        |
| 30 juin 2019 17h00 heure locale | Luypaert 44e · Hendrickx 58e | (0 – 3) | 9e Mitton · 14e Ogilvie · 29e Govers | Arbitrage : Coen van Bunge Marcin Grochal Arbitre vidéo : Sarah Wilson | Arbitrage : Coen van Bunge Marcin Grochal Arbitre vidéo : Sarah Wilson |
| 30 juin 2019 17h00 heure locale | Rapport                      |         |                                      | Arbitrage : Coen van Bunge Marcin Grochal Arbitre vidéo : Sarah Wilson | Arbitrage : Coen van Bunge Marcin Grochal Arbitre vidéo : Sarah Wilson |

## Les joueurs
| Joueurs | Joueurs                |     |     |     |     |     |     |     |     |    |     |     |     |    |     |     |     | Matchs joués | Buts marqués |
| ------- | ---------------------- | --- | --- | --- | --- | --- | --- | --- | --- | -- | --- | --- | --- | -- | --- | --- | --- | ------------ | ------------ |
| 1       | Amaury Timmermans (GB) | NC  | NC  | NC  | NC  | NC  | NC  | NC  | NC  | NC | NC  | NC  | NC  | NC | NC  | NC  | NC  | 0            | 0            |
| 2       | Loic van Doren (GB)    | NC  | NC  | X   | NC  | 31  | NC  | NC  | NC  | NC | NC  | NC  | 56  | NC | X   | NC  | NC  | 4            | 0            |
| 4       | Arthur van Doren       | X   | X   | X · | X   | X · | NC  | NC  | NC  | X  | X   | X   | X   | X  | X   | X   | X   | 13           | 2            |
| 5       | Nicolas Poncelet       | 4   | NC  | X   | NC  | NC  | 5   | NC  | X   | NC | NC  | NC  | NC  | NC | X   | NC  | NC  | 5            | 0            |
| 6       | Dorian Thiéry          | NC  | NC  | NC  | NC  | NC  | NC  | NC  | NC  | NC | NC  | NC  | NC  | NC | NC  | NC  | NC  | 0            | 0            |
| 7       | John-John Dohmen       | NC  | NC  | NC  | NC  | NC  | 4 · | 3   | 3   | NC | X   | 5   | NC  | 7  | X   | 4   | 6   | 9            | 2            |
| 8       | Florent van Aubel      | X   | X   | X   | X   | X · | 4 · | 27  | X   | X  | X   | NC  | NC  | NC | NC  | 5   | X   | 12           | 3            |
| 9       | Sébastien Dockier      | 3   | NC  | 4   | 5 · | 4   | X   | X   | 3   | NC | X · | X · | 4 · | 4  | 3   | 4   | 4   | 14           | 6            |
| 10      | Cédric Charlier        | NC  | 3   | 3 · | 5   | 4 · | X   | X · | NC  | 4  | 5   | 4 · | X   | X  | X · | X   | X   | 14           | 9            |
| 11      | Amaury Keusters        | NC  | NC  | NC  | NC  | NC  | NC  | NC  | NC  | NC | NC  | NC  | NC  | NC | NC  | NC  | NC  | 0            | 0            |
| 12      | Gauthier Boccard       | X   | X · | X   | X   | X   | X   | X   | X   | X  | X   | 6   | NC  | X  | X   | X   | X   | 15           | 1            |
| 13      | Nicolas de Kerpel      | X   | X   | NC  | X   | 4   | X   | 4   | 5   | X  | NC  | 6   | 4   | NC | NC  | NC  | NC  | 10           | 0            |
| 14      | Augustin Meurmans      | 4   | 3   | 4   | 5   | 6   | 5   | NC  | 5   | 6  | 6   | NC  | 5   | NC | 5   | NC  | NC  | 11           | 0            |
| 15      | Emmanuel Stockbroekx   | NC  | NC  | NC  | NC  | 4   | NC  | 4   | NC  | NC | X   | X   | X   | NC | NC  | NC  | NC  | 5            | 0            |
| 16      | Alexander Hendrickx    | 3 · | 3   | 4   | 5 · | X   | X   | X · | 4 · | X  | NC  | X · | X   | X  | NC  | X · | X · | 14           | 8            |
| 17      | Thomas Briels (C)      | 4   | X   | X   | X   | NC  | 4 · | 3   | X   | 5  | 5   | NC  | X · | X  | X   | X   | NC  | 13           | 3            |
| 18      | Maxime Plennevaux      | X · | 3   | 4 · | NC  | X   | NC  | NC  | NC  | 5  | 4   | X   | 4 · | 4  | 4 · | NC  | 6   | 11           | 4            |
| 19      | Félix Denayer          | NC  | X   | X   | X   | X · | NC  | X   | X   | 5  | 4   | 5   | 4   | 4  | 3 · | 4   | 4   | 14           | 2            |
| 21      | Vincent Vanasch (GB)   | X   | X   | NC  | X   | X   | X   | X   | X   | X  | X   | X   | X   | X  | NC  | X   | X   | 14           | 0            |
| 22      | Simon Gougnard         | NC  | NC  | NC  | NC  | NC  | NC  | 3   | X · | X  | NC  | X   | X   | X  | X   | X   | X   | 9            | 1            |
| 23      | Arthur de Sloover      | X   | X   | X   | X   | 6   | X   | X   | X   | 5  | X   | NC  | 3   | 4  | 3   | 5   | 2   | 15           | 0            |
| 24      | Antoine Kina           | X   | 3   | 3   | 4   | X   | X   | X   | NC  | X  | X   | X   | X   | X  | X   | X   | X   | 15           | 0            |
| 25      | Loick Luypaert         | X   | X   | X   | X   | X   | X   | X   | X   | NC | 3   | X   | X   | X  | X   | X   | X · | 15           | 1            |
| 26      | Victor Wegnez          | X   | X · | X   | X   | X   | X   | X   | X   | X  | X   | X · | X   | X  | NC  | X   | X   | 15           | 2            |
| 27      | Tom Boon               | X   | X · | X   | X   | X · | X   | X · | X   | X  | X · | X · | NC  | X  | X   | X · | X   | 15           | 9            |
| 32      | Tanguy Cosyns          | 4   | 3   | NC  | 6 · | NC  | NC  | NC  | 5 · | X  | NC  | 5   | X   | 4  | 4   | 4 · | 4   | 11           | 4            |